# آلبرت آخنی
آلبرت آخنی (انگلیسی: Albert of Aix؛ ۱۰۶۰ – ۱۱۲۰) رویداد نگار، تاریخ‌نگار، و نویسنده کتاب هیستوریا آیروزولیمایتانه اِکسپدیتیونیس که یقیناً از تاریخ‌های مهم معاصر با نخستین جنگ صلیبی است. نام او به‌عنوان تاریخ‌نگار و صاحب اثر یاد شده تا پیش از سده چهاردهم میلادی مطرح نبود اما با کشف یکی از نسخه‌های قدیمی کتاب در شهر آخن که دربردارنده نام او به‌عنوان صاحب اثر بود، مؤلف آن مشخص شد. اگرچه او هیچ‌گاه در لشکرکشی به سوی سرزمین‌های شرقی شرکت نکرد اما حکایت‌های مفصل و دقیقی از رویدادها ارائه کرده‌است. اثر او شامل رخدادها، از آغاز جنگ صلیبی تا سال ۱۱۱۹ میلادی است که بارها به‌عنوان منبعی برای وقایع‌نامه‌هایی نظیر تاریخ ویلیام صوری مورد استفاده قرار گرفت.